# 사냥감 보호구역

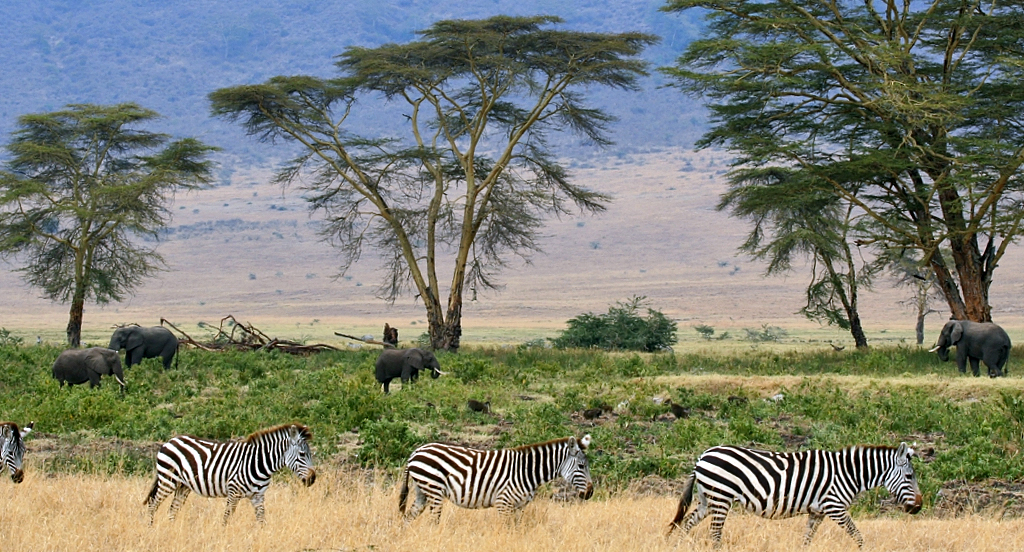
Savanna at Ngorongoro Conservation Area, Tanzania

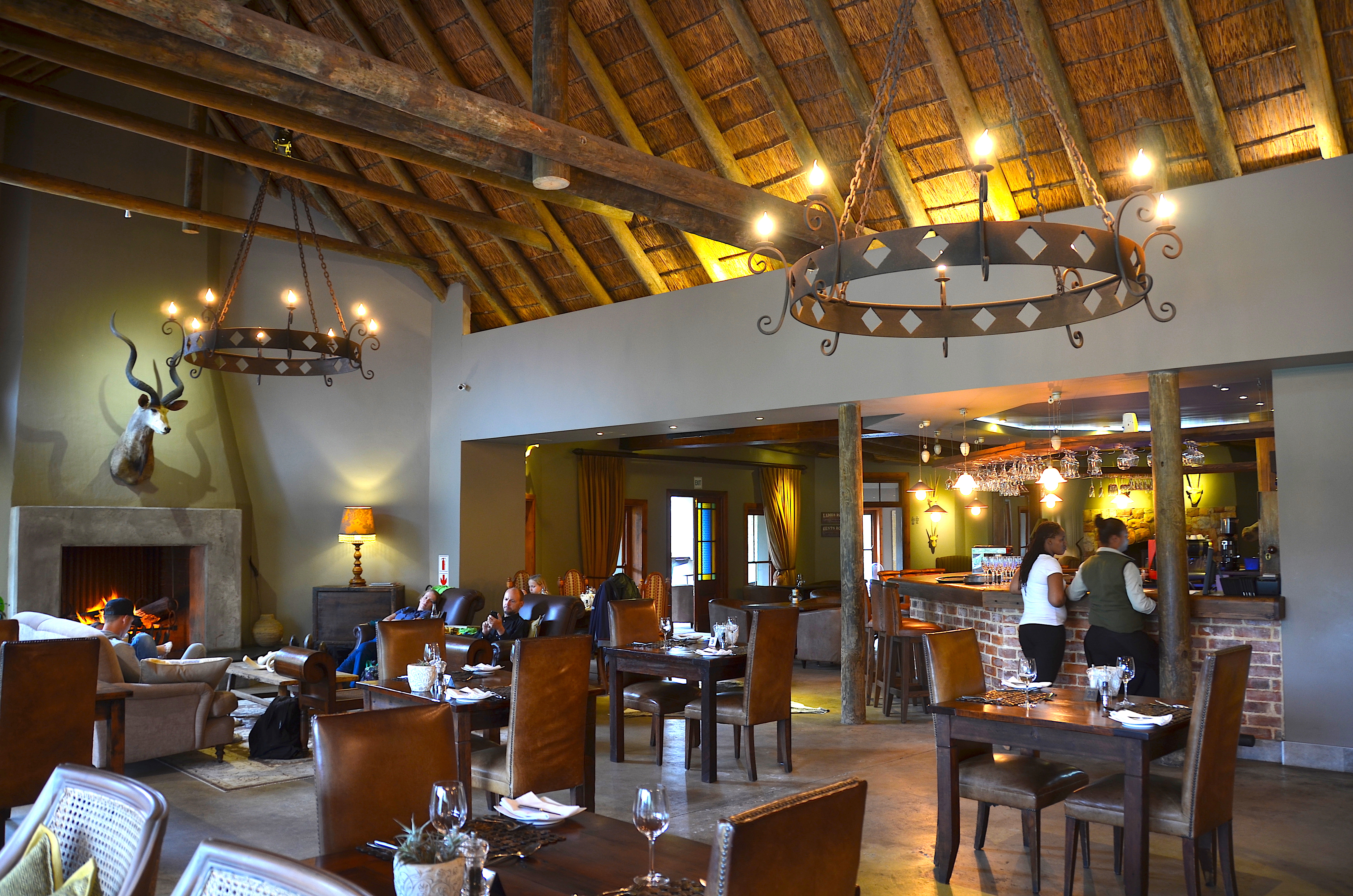
Lodge at Botlierskop game reserve in South Africa (2015)

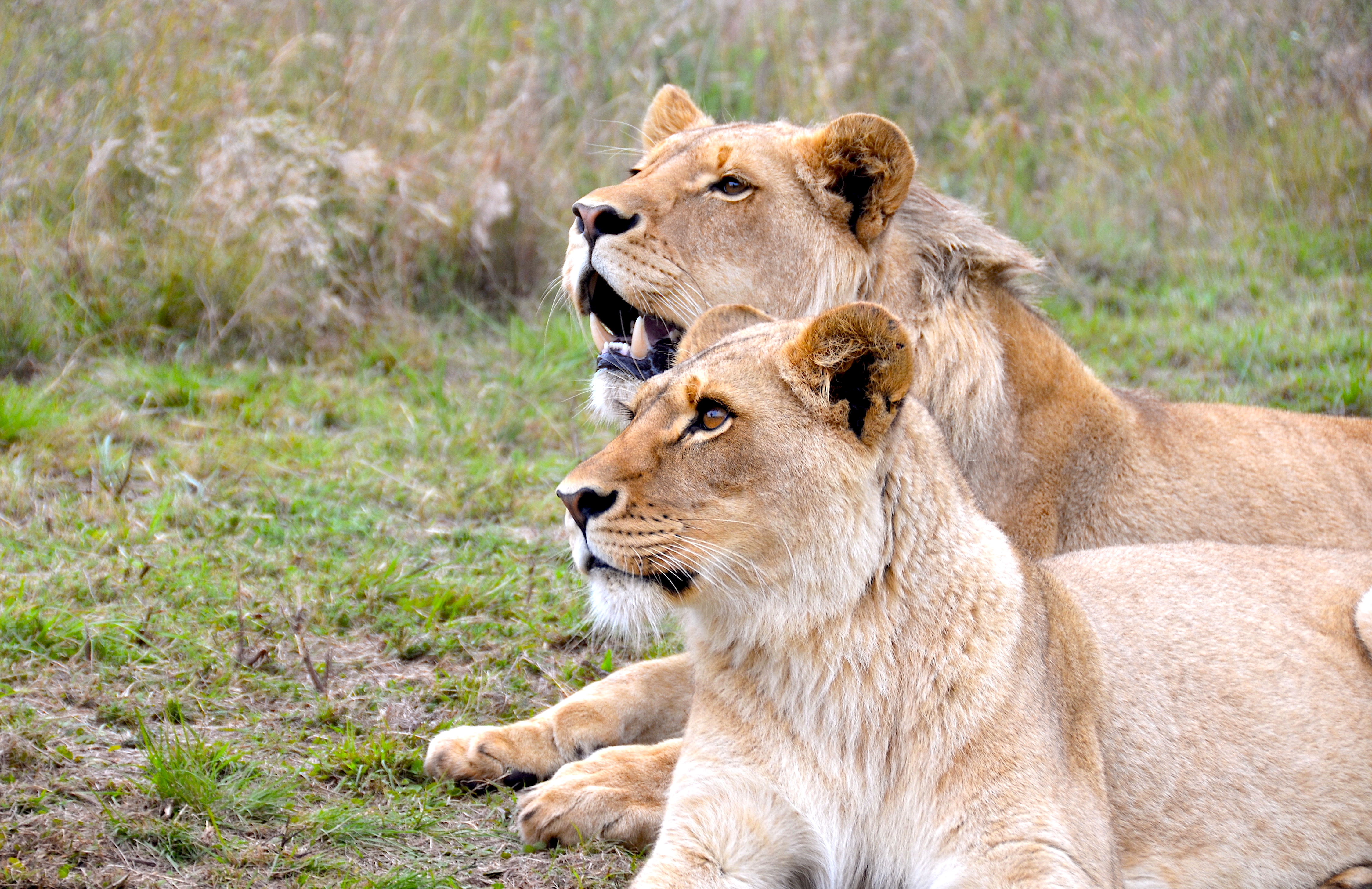
Two lions at Botlierskop game reserve

사냥감 보호구역(game reserve) 또는 사냥감 공원(game park)은 스포츠를 위해 야생 동물을 통제된 방식으로 사냥하는 넓은 지역이다. 사냥이 금지된 경우 사냥감 보호구역은 자연보호구역으로 간주될 수 있다. 그러나 사냥감 보호 구역의 초점은 특히 동물(동물군)인 반면, 자연 보호 구역은 동일하지는 않더라도 해당 지역의 자생 생물군(식물, 동물, 균류 등)의 모든 측면과 관련된다.

## 같이 보기
- 마포호 사자 연합
- 사비 모래 사냥감 보호구역(Sabi Sand Game Reserve)
- 말라 말라 사냥감 보호구역(Mala Mala Game Reserve)